# Дмитрий Иваненко
Дмитрий Дмитриевич Иване́нко (на руски: Дмитрий Дмитриевич Иваненко) е виден съветски (украински и руски) физик-теоретик.
През 1920 г. завършва гимназия. От 1920 до 1923 г. работи като учител по физика и математика и учи в Полтавския учителски институт. През 1927 г. завършва Ленинградския университет. Заедно с това работи в Полтавската астрономическа обсерватория. Преподава физика в Украинския физико-технически институт, Харков, става ръководител на катедрата по теоретична физика на Харковския механико-машиностроителен (бивш технологически) институт, професор в Харковския университет. По-късно става професор в Московския държавен университет (1943).
Работи в областта на ядрената физика, теорията на гравитацията, историята на физиката, теорията на полето и други. Публикува над 300 научни труда, работи със световноизвестни учени като Георги Гамов и Лев Ландау. Има голям принос за физическата наука на ХХ век. Паралелно с Хайзенберг предлага протонно-неутронния модел на ядрото на атома, както и нелинейното обобщение на уравнението на Дирак.